# Sergio Brighenti
Sergio Brighenti (né le 23 septembre 1932 à Modène, en Émilie-Romagne et mort le 10 octobre 2022) est un footballeur international italien évoluant au poste d'attaquant ainsi qu'un entraîneur de football.

## Biographie
Brighenti est formé au Modena FC avec lequel il joue deux saisons au niveau professionnel. Il évolue ensuite au sein de l'effectif de l'Inter Milan, de l'US Triestina Calcio, du Calcio Padova, de la Sampdoria et du Torino Calcio. Il est aussi sélectionné au sein de l'équipe d'Italie de football avec lequel il joue neuf matchs. Il entraîne ensuite divers clubs italiens tels que Varèse ou le Calcio Lecco.
Il meurt le 10 octobre 2022 à l'âge de 90 ans.

## Palmarès
- Vainqueur du Championnat d'Italie de football en 1953 et en 1954 avec l'Inter Milan.

- Meilleur buteur du Championnat d'Italie de football 1960-1961 avec 28 buts[2].

## Distinctions
- Officier de l'Ordre du Mérite de la République italienne le 30 septembre 1991[3].